# Денні Селтц
Денні Селтц (англ. Danny Saltz; нар. 30 липня 1961) — колишній американський тенісист.
Найвищу одиночну позицію світового рейтингу — 122 місце досяг 16 липня 1984, парну — 128 місце — 20 серпня 1984 року.
Здобув 1 одиночний титул.
Найвищим досягненням на турнірах Великого шолома було 2 коло в одиночному та парному розрядах.

## Фінали Гран-прі за кар'єру

### Одиночний розряд: 1 (1–0)
| Результат | Ранг | Дата | Турнір                                | Покриття | Суперник  | Рахунок            |
| --------- | ---- | ---- | ------------------------------------- | -------- | --------- | ------------------ |
| Перемога  | 1.   | 1984 | Окленд (Нова Зеландія), Нова Зеландія | Тверде   | Чіп Гупер | 4–6, 6–3, 6–4, 6–4 |